# Euphorbia taluticola
Euphorbia taluticola là một loài thực vật có hoa trong họ Đại kích. Loài này được Wiggins mô tả khoa học đầu tiên năm 1965.